# Gardenia subcarinata
Gardenia subcarinata là một loài thực vật có hoa trong họ Thiến thảo. Loài này được (Corner) Y.W.Low mô tả khoa học đầu tiên năm 2009.